# Torymoides
Torymoides är ett släkte av steklar. Torymoides ingår i familjen gallglanssteklar.

## Dottertaxa tillTorymoides, i alfabetisk ordning[1]
- Torymoides acaciae
- Torymoides aligherini
- Torymoides amabilis
- Torymoides anamalaianus
- Torymoides antipoda
- Torymoides ashmeadi
- Torymoides asphondyliarum
- Torymoides atricornis
- Torymoides australiensis
- Torymoides bouceki
- Torymoides breviventris
- Torymoides capricornis
- Torymoides cinctiventris
- Torymoides confluens
- Torymoides daonus
- Torymoides dispar
- Torymoides eltonicus
- Torymoides erythromma
- Torymoides eucalypti
- Torymoides festiva
- Torymoides gifuensis
- Torymoides iole
- Torymoides justitia
- Torymoides keralensis
- Torymoides kiesenwetteri
- Torymoides latus
- Torymoides nikolskayae
- Torymoides osinius
- Torymoides periyarensis
- Torymoides piceae
- Torymoides semisanguineus
- Torymoides smithi
- Torymoides sulcius
- Torymoides sureshani
- Torymoides swaedicola
- Torymoides testacea
- Torymoides triangularis
- Torymoides unguttatipennis
- Torymoides unimaculatus
- Torymoides vibidia
- Torymoides violaceus